# Das Buch Ruth
Das Buch Ruth (Originaltitel: The Story of Ruth) ist ein US-amerikanischer Monumentalfilm aus dem Jahr 1960 unter Regie von Henry Koster und hat die biblische Figur Ruth zum Thema.

## Handlung
Die fünfjährige Moabiterin Ruth wird von ihrem Vater verkauft, um der steinernen Gottesstatue Kemosch geopfert zu werden. Durch ein plötzlich auftretendes Mal am Oberarm ist sie dafür nicht mehr rein genug. Stattdessen wird sie als Erwachsene eine gläubige Priesterin des Kemosch. Sie lernt den judäischen Schmied Mahlon kennen, der den moabitischen Glauben ablehnt. So lehnt er beispielsweise die Opferung unschuldiger Kinder ab und hinterfragt, wie eine steinerne Statue, die von einem Handwerker ausgebessert werden muss, fähig sein soll, die Menschen zu beschützen. Durch Mahlons Worte beginnt Ruth, an ihrem Glauben zu zweifeln; beide kommen sich näher und verlieben sich.
Als erneut die rituelle Opferung eines Kindes stattfindet, erträgt Ruth die Situation nicht und flieht. Sie und Mahlon sowie dessen Vater und Bruder werden verhaftet. Mahlons Vater und Bruder sterben im Kerker; Mahlon selbst wird zur Arbeit in den Steinbrüchen verurteilt. Als Ruths Kerkerhaft vorbei ist, verhilft sie Mahlon zur Flucht, wobei Mahlon verletzt wird. Er heiratet Ruth und erliegt seinen Verletzungen.
Als Mahlons Mutter Naomi in ihre Heimatstadt Betlehem zurückkehren will, besteht Ruth darauf, mitzukommen, obwohl sie dort als Moabiterin nicht willkommen sein wird. Naomi hat mit Boas und Tob noch zwei entfernte Verwandte in ihrer Heimat; bei Boas bekommt Ruth Arbeit als Ährenleserin. Seine Skepsis der Moabiterin Ruth gegenüber werden von Naomi zerstreut; er selbst besänftigt die Bedenken von Tob.
Währenddessen werden zwei moabitische Soldaten losgeschickt, um nach Ruth und Mahlon zu suchen. Sie erzählen, als Judäer getarnt, auf der Suche nach Ruth den Bürgern von Betlehem von Gerüchten, eine Götzenanbeterin und moabitische Priesterin sei unter ihnen. Dies schürt die Stimmung der Menschen gegen Ruth; dennoch lehnt Ruth Boas’ Vorschlag ab, in eine ruhigere Gegend zu ziehen. Trotzdem bitte er sie, ihn um Hilfe zu fragen, sobald sie sie braucht.
Bald wird Ruth angeklagt, Götzen anzubeten und an der aktuellen Trockenheit schuld zu sein. Bei ihrer Verhandlung muss auch Boas zu Gericht sitzen. Die verzweifelte Naomi wird von einem Fremden namens Jehoam getröstet, Ruth werde Kinder haben; einer ihrer Nachfahren werde der ersehnte Messias sein. Kurz darauf beendet ein Regen die Trockenheit.
Vor Gericht wird Ruth von Boas und Tob verteidigt. Die zwei getarnten moabitischen Soldaten treten als Zeugen gegen Ruth auf, werden aber enttarnt, als sie weder die zwölf Stämme Israels noch die Zehn Gebote aufzählen können sowie den Fluch auf Kemosch verweigern. Ruth gewinnt den Prozess; die Bürger reagieren nun freundlich auf sie.
Tob erhebt Anspruch auf Ruth, da er nach dem Gesetz als nächster Verwandter nach Naomi das Recht habe, Ruth zu heiraten. Naomi rät Ruth, nach dem Erntefest, wenn Boas traditionell das Heu bewacht, sich neben ihn zu legen, damit er ihr die Hochzeit versprechen kann. Jedoch scheitert Boas mit seinem Versuch, Tob seinen Besitz anzubieten und ihn so zum Verzicht auf seinen Anspruch zu bringen. Vor dem Ältestenrat gibt Ruth bekannt, dass sie sich in der Nacht des Erntefestes zu Boas gelegt hat, so dass Tob auf seinen Anspruch verzichtet. Boas und Ruth können heiraten, nachdem sie vor dem Ältestenrat versichern, dass in jener Nacht nichts Unsittliches passiert ist.

## Synchronisation
Die deutsche Fassung des Films hat folgende Synchronsprecher:
| Rolle   | Darsteller      | Synchronsprecher      |
| ------- | --------------- | --------------------- |
| Ruth    | Elana Eden      | Marion Degler         |
| Boas    | Stuart Whitman  | Arnold Marquis        |
| Eleilat | Viveca Lindfors | Eva Katharina Schultz |
| Hedak   | Thayer David    | Walther Suessenguth   |
| Jehoam  | Eduard Franz    | Alfred Balthoff       |
| Mahlon  | Tom Tryon       | Horst Niendorf        |
| Shammah | Basil Ruysdael  | Konrad Wagner         |
| Tob     | Jeff Morrow     | Gerd Martienzen       |

## Kritiken
„Die schlichte biblische Geschichte von der Moabiterin Ruth in einer üppig bebilderten überlangen Hollywood-Phantasie. Henry Koster inszenierte das Kostümspektakel effektsicher, lediglich die Massenszenen fallen gegenüber vergleichbaren Produktionen ab.“